# Chrétien
Pour les articles homonymes, voir Chrétien (homonymie).

Pourcentage de chrétiens par pays (chiffres du Pew Research Center).

Un chrétien est une personne qui adhère à la religion issue de l'enseignement de Jésus de Nazareth, le christianisme, tel qu'il est rapporté par le Nouveau Testament. Il peut se former auprès d'une autorité religieuse (une Église) et/ou en étudiant l'Évangile seul ou avec d'autres personnes.
Le mot « chrétien » provient du mot « Christ » qui est la traduction du grec Khristos, lui-même traduisant le mot hébreu Massiah désignant le « Messie », c'est-à-dire l'« Oint du Seigneur », celui qui est consacré par une onction divine d'huile sainte.
Au centre de la foi chrétienne est la Bonne Nouvelle, selon laquelle l'humanité a l'espoir de la rédemption à travers l'enseignement de Jésus-Christ, sa mort sur la croix et sa Résurrection. Pour les chrétiens, le Christ fait partie de la Trinité divine, avec le Père et l'Esprit.
Les chrétiens, au nombre de 2,5 milliards dans les années 2020, se répartissent en trois grandes confessions : les catholiques, les orthodoxes et les protestants. Certains recherchent leur unité à travers l'œcuménisme, d'autres doutent de l'efficacité de cette méthode.

## Étymologie
Le mot grec Χριστιανός / Khristianós (« disciple du Christ ») est dérivé du mot Χριστός / Khristós (« celui qui est oint ») avec une fin adjectivale empruntée au latin qui signifie « adhérer à » ou « faire partie de ». Dans la Septante grecque, « Christos » est utilisé pour traduire le mot hébreu מָשִׁיחַ / mashiaḥ (« messie »), qui veut dire « (celui qui est) oint [par Dieu] ».

## Histoire

### Premiers siècles

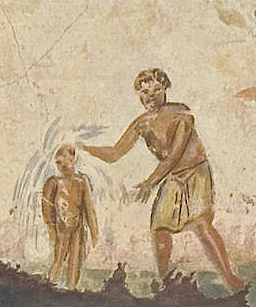
Représentation d'un baptême dans la catacombe de Saint-Calixte, Rome, fin du IIe siècle.

Dans le Nouveau Testament, ce terme figure pour la première fois dans les Actes des Apôtres (11:26) : « […] et ce fut à Antioche que pour la première fois les disciples furent nommés chrétiens ». On le trouve à nouveau dans Ac 26:28, le roi Hérode Agrippa II répondant à l'apôtre Paul : « Tu me persuades presque d'être chrétien. » La troisième et dernière référence à ce mot est dans 1 Pierre 4:16 : « Mais si c'est comme « chrétien » qu'il souffre, qu'il n'en éprouve aucune honte ; qu'il fasse, au contraire, honneur à Dieu en se montrant digne de ce nom. »
L'utilisation du mot « chrétiens » se référait, d'une manière péjorative, au fait que ceux-ci ne reconnaissaient pas la divinité de l'empereur de Rome. Le mot est employé pour la première fois à Antioche, ville grecque de Syrie, vers l'année 44. Il est sans doute devenu coutume à partir de l'époque d'Ignace d'Antioche et Polycarpe de Smyrne, probablement à cause de l'acceptation du terme par Pierre.
Les premières apparitions du terme dans de la littérature laïque incluent Flavius Josèphe, qui parle de « la tribu des chrétiens » ; Pline le Jeune dans sa correspondance avec Trajan ; et Tacite, qui écrit vers la fin du Ier siècle. Dans ses Annales, il décrit que « par une vulgaire appellation (ils étaient) communément appelés chrétiens » et les identifie comme les responsables du grand incendie de Rome selon Néron.
Un autre terme qui apparaît dans le Nouveau Testament est celui de « nazaréen », qui désigne Jésus à plusieurs reprises dans les Évangiles. Ce mot vient du nom de la ville de Nazareth. Les chrétiens des premières générations étaient également appelés de la sorte. L'équivalent hébreu de Nazaréens, « Notzrim », apparaît dans le Talmud babylonien.

## Persécutions
Avec plus de 340 millions de fidèles persécutés à travers le monde en 2020, le christianisme est la religion la plus opprimée, avec une hausse de 10% entre 2019 et 2020. Les chrétiens d’Orient sont les plus touchés.

## Source
- (en) Cet article est partiellement ou en totalité issu de l’article de Wikipédia en anglais intitulé « Christian » (voir la liste des auteurs).

#### Étymologie
- (en) Elias J. Bickerman, « The Name of Christians », The Harvard Theological Review, vol. 42, no 2,‎ april, 1949, p. 109-124 (JSTOR 1507955).
- (de) Elias J. Bickerman, Studies in Jewish and Christian history : Pt.1, Leyde (homonymie), Brill, 1986, 288 p. (ISBN 978-90-04-04395-4, lire en ligne).
- (en) Kenneth Samuel Wuest, Wuest's word studies from the Greek New Testament : For the English Reader, 1973, 1973, 3499 p. (ISBN 978-0-8028-2280-2, lire en ligne).

#### Historique
- Jean Verdon,  Être chrétien au Moyen Âge, Éditions Perrin, Paris, 2018